# Fereydun Kenar
Fereydūn Kenār (farsi فریدون‌کنار) è il capoluogo dello shahrestān di Fereydun Kenar, circoscrizione Centrale, nella provincia del Mazandaran in Iran. Aveva, nel 2006, una popolazione di 34.452 abitanti. La città si trova sulla costa del mar Caspio ad est di Babolsar.